# Pedro Chávarry
Pedro Gonzalo Chávarry Vallejos (Lima, 29 de junho de 1951) é um advogado peruano. Foi procurador-geral do Peru (Fiscal de la Nación) de 7 de junho de 2018 a 8 de janeiro de 2019. Em fevereiro de 2013, foi nomeado procurador-geral da Junta de Procuradores Supremos do Ministério Público até sua destituição pela Junta Nacional de Justiça em fevereiro de 2021 por supostos vínculos com a rede criminosa "Los Cuellos Blancos", ligada ao ex-juiz da Suprema Corte César Hinostroza, e suas ações contra os promotores encarregados da investigação do Caso Lava Jato, que envolve a ex-candidata presidencial Keiko Fujimori. Foi também membro do plenário do Júri Eleitoral Nacional.

## Biografia
É advogado formado pela Universidade de San Martín de Porres (1979) e doutor em Direito pela Universidade Nacional Federico Villarreal. (2015)
Iniciou sua carreira judicial como secretário do Tribunal Correcional de Lima em 1980, e um ano depois assumiu o cargo de juiz de paz de Lima.
Em 1994 foi nomeado procurador-adjunto sênior. Em 2002, foi-lhe retirada a confiança no Conselho Nacional de Magistratura, porém, foi reintegrado após acordo com o Estado, ordenado pela Comissão Interamericana de Direitos Humanos.
Em janeiro de 2011, foi nomeado procurador-chefe da Procuradoria-Geral do Contencioso. Foi também titular da Primeira Procuradoria Suprema Criminal, Segunda Procuradoria Suprema Criminal e Procuradoria Suprema de Controle Interno.
Em 2017, assumiu a presidência da Academia de Magistratura para o período 2017-2018.
Em 7 de junho de 2018, foi eleito pela Junta de Procuradores Supremos do Ministério Público como procurador-geral para o período 2018-2021. Em 3 de julho, o Conselho Nacional da Magistratura o ratificou por unanimidade como procurador-geral.
Em 19 de julho de 2018, foi transmitido um áudio entre o juiz Hinostroza e o procurador-geral eleito Pedro Chávarry. No dia seguinte, Chávarry foi empossado.
Em 7 de janeiro de 2019, Chávarry indicou que apresentaria sua carta de demissão em 8 de janeiro, perante a Junta de Procuradores Supremos. No mesmo dia, o conselho aceitou a renúncia de Chávarry e nomeou a promotora suprema titular Zoraida Ávalos como nova procuradora-geral interina.
Em 1 de fevereiro de 2021, o Plenário da Junta Nacional de Justiça demitiu o então procurador supremo por seus supostos vínculos com a rede criminosa Los Cuellos Blancos del Puerto. Além disso, em razão do ingresso irregular nos cargos do Ministério Público, após isso, fica impedido de exercer o cargo de magistrado dentro da instituição.